# Richer de L'Aigle
Richer de l'Aigle también Richard de l'Aigle (L'Aigle, c. 1043-Maine, 18 de noviembre de 1085), fue un noble caballero anglonormando, tercer barón de L'Aigle, señor de Witley y Mildenhall. Primogénito y sucesor de Engenulfo de l'Aigle, el más noble barón normando caído en la batalla de Hastings. A diferencia de las grandes familias normandas, los L'Aigle no trasladaron su centro de poder a Inglaterra.
La familia de L'Aigle era «siempre fiel» a los duques normandos y sirvió en todas sus guerras. Durante el largo asedio a la fortaleza de Sainte-Suzanne (1083-1086), en Maine, por el ejército real, al mando de Alan el Rojo, conde de Richmond, Richer estaba paseando cuando un muchacho de unos 10 o 12 años, escondido entre los arbustos, le disparó una flecha que le dio bajo un ojo, hiriéndolo mortalmente. Sus seguidores cabalgaron, furiosos, y apresaron al joven, queriendo ejecutarlo en el acto, pero el caballero lo perdonó, diciendo: 
«Por el amor de Dios, déjalo ir; Es lo mejor, pues debo morir para expiar mis faltas».
Habiendo quedado en libertad el asesino, y ante la falta de un sacerdote, Richer confesó sus pecados a sus compañeros y murió. Su cuerpo fue trasladado al convento de Saint-Sulpice-sur-Risle, fundado por su padre cerca de L'Aigle, donde fue enterrado, entre grandes lamentaciones de sus parientes y allegados, el funeral fue oficiado por el obispo Gilbert d'Evreux (c. 1071–1112).
Su hermano Gilberto de L'Aigle lideró un asalto de venganza en enero de 1086.

## Herencia
Richer se casó con Judith (le Goz) d'Avranches, hija de Richard Goz.  Este matrimonio convirtió a la familia L'Aigle en la segunda baronía más poderosa del ducado. Judith era nieta de Arlette de Falaise y Herluin de Conteville. Fruto de esa relación, nacieron varios hijos. A destacar:
- Gilberto II de l'Aigle, señor de L’Aigle (c. 1073-1120). Padre de Margarita de l'Aigle, reina consorte de Pamplona, primera esposa de García Ramírez de Navarra.
- Mathilde [Maud] de l'Aigle (c. 1075-1129), casó en primeras nupcias con Robert de Mowbray; posteriormente con Nigel d'Aubigny;[7]
- Engenulf II de l'Aigle;